# 朱红树萝卜
朱红树萝卜（学名：Agapetes miniata），为杜鹃花科树萝卜属下的一个种。

## 扩展阅读
維基物種上的相關：朱红树萝卜